# 别克汉·阿加耶夫
别克汉·瓦哈耶维奇·阿加耶夫（羅馬化：Bekkhan Vakhayevich Agayev；1975年3月29日—）是俄罗斯政治人物，第六届和第八届国家杜马代表。他是政治家兼企业家瓦哈·阿加耶夫的儿子，后者于2004年创立了Yug-nefteprodukt公司，主要从事石油和石油产品的批发分销，此前在车臣石油出口中发挥了重要作用。
2000年，别克汉·阿加耶夫获得了卡巴尔达-巴尔卡尔国立农业大学的理学副学士学位。2011年12月，他代表统一俄罗斯党当选为第六届国家杜马议员。自2021年9月19日起担任第八届国家杜马代表。

## 制裁
阿加耶夫于2022年因俄乌战争而受到英国政府和美国财政部制裁。